# Terras Altas do Centro
Terras Altas do Centro ou Tay Nguyen é uma das 8 regiões do Vietname. As regiões do Vietnã não possuem fins administrativos, apenas econômicos e estatísticos.

## Províncias
- Dac Lac
- Dak Nong
- Gia Lai
- Kon Tum
- Lam Dong